# Fonotaxis
Fonotaxis is een tak van de fonologie die zich bezighoudt met de toegestane combinaties van fonemen in een taal. De fonotaxis definieert aanvaardbare lettergreepstructuren en medeklinker- en klinkerclusters door middel van fonotactische beperkingen.
Zulke beperkingen zijn specifiek voor een taal. In het Japans zijn medeklinkerclusters als [st] bijvoorbeeld niet toegestaan, anders dan in bijvoorbeeld het Nederlands. Ook is het cluster [kn] aan het begin van een lettergreep niet toegestaan in het Engels, anders dan in het verwante Nederlands en Duits.
Lettergrepen bestaan uit een begin (altijd een medeklinker of niet-syllabische klinker), een kern (nucleus; altijd een klinker of syllabische medeklinker) en een einde (coda; altijd een medeklinker of niet-syllabische klinker). Zowel het begin als het einde is optioneel; sommige talen laten geen coda toe.
De regels van de fonotaxis zijn over het algemeen gerelateerd aan de sonoriteitshiërarchie: de nucleus heeft de grootste sonoriteit (klinkt het luidste) en de sonoriteit neemt af naarmate een klank zich verder van de nucleus af bevindt. De stemloze alveolaire wrijfklank [s] staat lager op de sonoriteitshiërarchie dan de alveolaire laterale halfklinker [l], dus de combinatie [sl] is in de Nederlandse fonologie toegestaan aan het begin van een lettergreep en [ls] aan het einde, maar [ls] is niet toegestaan aan het begin en [sl] niet aan het einde. Daarom zijn slap [slɑp] en pels [pɛɫs] aanvaardbare Nederlandse woorden, maar *lsap en *pesl niet. Vanzelfsprekend zijn er enkele uitzonderingen op deze regel, met name in leenwoorden.